# オリンピック・スタジアム (モスクワ)
オリンピック・スタジアム（Олимпийский）はロシア・モスクワにあったロシア最大の屋内競技場。オリンピスキ・スポーツ・コンプレックスの施設のひとつであるが、通常のオリンピック・スタジアムが屋外の陸上競技場であるのに対して、この施設は屋内競技場である。

## 概要
1980年モスクワオリンピック開催のために建設され、同競技場ではボクシングとバスケットボールが行われた。また、1999年のFIBAユーロスターズ、2005年のユーロリーグファイナルフォー、2006年12月にはデビスカップ決勝やロシア初のボクシング・世界ヘビー級タイトルマッチ（オレグ・マスカエフ vs. MG・ピーター）が行われた。2009年のユーロビジョン・ソング・コンテスト、2010年には第50回世界卓球選手権団体戦会場にもなった。2018年7月21日にWBA・WBC・IBF・WBO世界クルーザー級王座統一戦及びWorld Boxing Super Seriesのクルーザー級決勝戦オレクサンドル・ウシク vs. ムラト・ガシエフ戦が行われ、ウシクが判定勝ちを収めると同時に4団体統一を果たした。